# Габороне Юнайтед
Спортивний клуб «Габороне Юнайтед» або просто «Габороне Юнайтед» (англ. Gaborone United Sporting Club) — професіональний ботсванський футбольний клуб з міста Габороне. Єдиний професійний футбольний клуб в країні.

## Історія
Футбольний клуб Габороне Юнайтед було засновано в 1967 році в столиці Ботсвани місті Габороне. Клуб увійшов у історію національного футболу 13 серпня 2013 року після того, як уклав спонсорський контракт на три роки з Державною Страховою Компанією Ботсвани за яким мав отримати 3,6 мільйони, ставши, таким чином, першим ботсванським футбольним клубом, який уклав спонсорський контракт на суму в понад 3 мільйони.

## Досягнення
- Прем'єр-ліга
  -  Чемпіон (8): 1967, 1969, 1970, 1986, 1990, 2009, 2022, 2025
  -  Срібний призер (3): 1993, 1997, 2008
  -  Бронзовий призер (1): 2014

- Кубок виклику Футбольної асоціації Ботсвани
  -  Володар (8): 1968, 1970, 1984, 1985, 1990, 2012, 2020, 2022
  -  Фіналіст (3): 1986, 1993, 2000

- Кубок незалежності Ботсвани
  -  Володар (8): 1978, 1979, 1980, 1981, 1984, 1985, 1992, 1993

- Оранж Кабельмо Чериті Кап
  -  Володар (1): 2003

- Маском Топ-8 Кап
  -  Володар (2): 2013, 2015

- Турнір Фітнес Центру в Габороне
  -  Володар (1): 1984

- Кубок Дня міста
  -  Володар (1): 1993

- Габороне Сан Челендж Кап
  -  Володар (1): 1994

- Сапрім Кап
  -  Володар (1): 1995

## Статистика виступів клубу на континентальних турнірах
| Сезон | Турнір                       | Раунд      | Клуб                 | Вдома | На виїзді | Загалом        |
| ----- | ---------------------------- | ---------- | -------------------- | ----- | --------- | -------------- |
| 1987  | Кубок африканських чемпіонів | Попередній | Матлама              | 0-1   | 0-2       | 0-3            |
| 1991  | Кубок африканських чемпіонів | Попередній | Денвер Сандаунз      | 1-0   | 0-1       | 1-1 (2-4 пен.) |
| 1994  | Кубок КАФ                    | 1          | Ферроваріу ді Мапуту | 1-0   | 0-2       | 1-2            |
| 1998  | Кубок КАФ                    | 1          | Нчанга Рейнджерс     | т.п.1 | т.п.1     | т.п.1          |
| 2010  | Ліга чемпіонів КАФ           | Попередній | Орландо Пайретс      | 0-0   | 2-2       | 2-2 (в. г.)    |
| 2010  | Ліга чемпіонів КАФ           | 1          | К'юрпап Старлайт     | 3-0   | 3-0       | 6-0            |
| 2010  | Ліга чемпіонів КАФ           | 2          | Дайнамоз             | 1-0   | 1-4       | 2-4            |
| 2010  | Кубок конфедерації КАФ       | Плей-оф    | Харас Ель-Ходуд      | 1-0   | 1-8       | 2-8            |
| 2013  | Кубок конфедерації КАФ       | Попередній | Ліга Мусульмана      | 2-2   | 0-1       | 2-3            |
| 2014  | Кубок конфедерації КАФ       | Попередній | Суперспорт Юнайтед   | 0-1   | 0-2       | 0-3            |
| 2016  | Кубок конфедерації КАФ       | Попередній | ЖКУ                  | т.п.1 | т.п.1     | т.п.1          |

1- Габороне Юнайтед покинув турнір.

## Відомі гравці
- Матхлонголо "Пеймастер" Дінтва
- Чанді Моруті
- Сіті Нтебела
- Джозеф Пхетого
- Діпсі Селолване
- Гофхамодімо "Сіті" Сенне
- Мадла Баланда